# مردم تاگالوگ
مردم تاگالوگ یکی از گروه‌های اصلی قومیتی در کشور فیلیپین هستند. تاگالوگ‌ها یکی از دسته‌های بزرگ جمعیتی مترو مانیل و لوزان مرکزی و دیگر نواحی مانند باتاآن، بولاکان، Nueva Ecija، زامباله، ماریدندوک، میندورو و بخش‌هایی از جزیره پالاوان را تشکیل می‌دهند.

## ریشه‌شناسی
نام تاگالوگ احتمالاً از اصطلاح tagá-ilog به معنی «مردمی که در کنار رودخانه زندگی می‌کنند» می‌آید یا از اصطلاح tagá-alog به معنی «مردمی که در طول گُدار زندگی می‌کنند» گرفته شده است. (پیشوند taga- به معنای «آمدن از» یا «بومی» است).

## تاریخچه
مردم تاگالوگ در دوران معروف به مهاجرت عمومی مالاها (۳۰۰ ق م - ۵۰۰ م) به فیلیپین مهاجرت کرده‌اند. نخستین مالاهایی که در نوار جنوبی جزیره لوزون زیستند همان تاگالوگ‌ها هستند که با قایق‌های بومی خود از دهانه رودخانه پاسیگ وارد این مناطق شدند.
مردم تاگالوگ متمدن و دارای حکومت، هنر، موسیقی، دین، شعر و سلاح‌های مخصوص خود هستند.

## جامعه

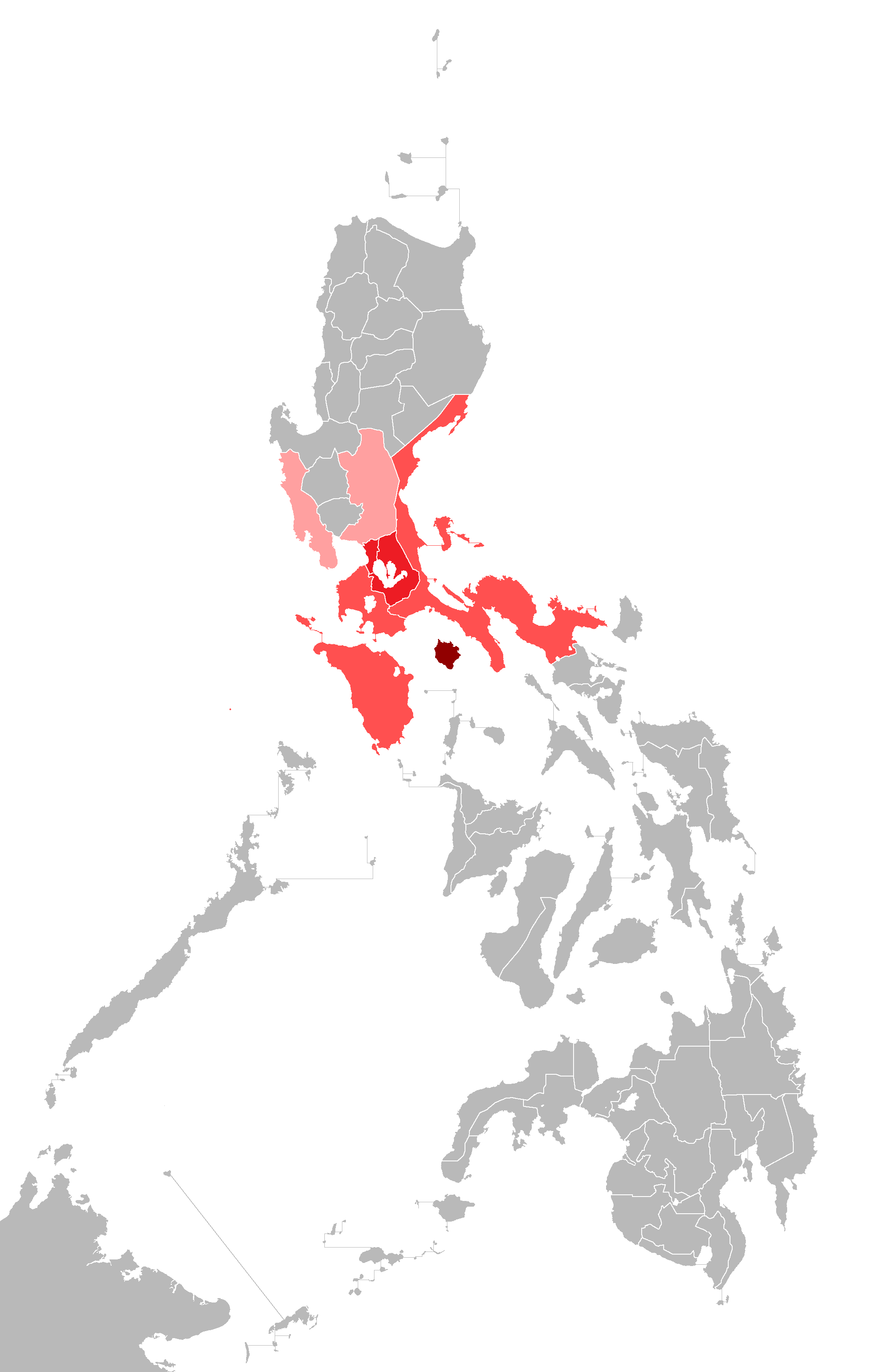
عمدتاً Tagalog-زبان منطقه در فیلیپین. این رنگ نشان دهنده ۴ گویش مناطق زبان: شمالی و Marinduque.

جمعیت مردم تاگالوگ حدود ۲۷ میلیون نفر است که آنها را دومین قوم بزرگ این کشور می‌کند. قوم پر جمعیت تر ویسایایی‌ها هستند.
زبان تاگالوگ زبان رایج این مردم است و دین اکثر آنه مسیحیت و در درجه بعد اسلام و بودایی است.
شهرک‌های مردم تاگالوگ در ساحل و دلتای رودخانه "واوا" پیدا شده است.